# Endomorfismo
In matematica, un endomorfismo di una struttura algebrica è una funzione dall'insieme sostegno della struttura in sé, che preservi le operazioni. In altre parole, è un morfismo della struttura algebrica in sé stessa.

## Definizione
Sia {\displaystyle X} un insieme o una struttura. Si definisce endomorfismo una funzione {\displaystyle T} tale che:
{\displaystyle T\colon X\to X.}
L'endomorfismo si può quindi attuare su un insieme generico; in varie applicazioni risulta importante considerare gli endomorfismi basati su spazi vettoriali.
Si indica invece con {\displaystyle \mathrm {End} (X)} l'insieme degli endomorfismi di {\displaystyle X.}

### Operazioni binarie
Se un insieme {\displaystyle X} è dotato di un'operazione binaria {\displaystyle *}, che associa a due elementi {\displaystyle x} e {\displaystyle y} un altro elemento {\displaystyle x*y} di {\displaystyle X,} un endomorfismo di {\displaystyle X} è una funzione {\displaystyle f\colon X\to X} tale che
{\displaystyle f(x*y)=f(x)*f(y),}
per ogni {\displaystyle x} e {\displaystyle y} in {\displaystyle X.} L'esempio più importante di insieme dotato di operazione binaria è il gruppo.
Ad esempio, la funzione {\displaystyle f(x)=2x} dal gruppo dei numeri interi in sé è un endomorfismo rispetto all'operazione di somma. La funzione {\displaystyle f(x)=x+1} invece no.

### Spazi vettoriali
Se {\displaystyle V} è uno spazio vettoriale, un endomorfismo di {\displaystyle V} è un'applicazione lineare {\displaystyle T} da {\displaystyle V} in sé stesso {\displaystyle T\colon V\to V.}
Data la precedente definizione relativa agli spazi vettoriali, è interessante chiedersi, essendo l'immagine dell'endomorfismo un sottoinsieme di {\displaystyle V,} se esistono in {\displaystyle X} dei sottospazi {\displaystyle U} di dimensione 1 che sono lasciati invariati per l'azione dell'endomorfismo. Ci si chiede cioè se esistono degli insiemi {\displaystyle U} tali che {\displaystyle T(U)\subseteq U}. La ricerca di questi sottospazi è riconducibile alla ricerca di particolari vettori, detti autovettori di {\displaystyle T}.

## Proprietà
- Un endomorfismo che è anche biiettivo è un automorfismo.
- La funzione identità normalmente è un endomorfismo.
- La composizione di due endomorfismi è un endomorfismo, e quindi la composizione definisce un'operazione binaria su {\displaystyle \mathrm {End} (X).}
- Definiamo determinante di un endomorfismo {\displaystyle f} su uno spazio vettoriale di dimensione finita: {\displaystyle \det[f]_{B}^{B}}, ossia il determinante della matrice associata. Esso non dipende dalla base {\displaystyle B.}
- Definiamo traccia di un endomorfismo {\displaystyle f} su uno spazio vettoriale di dimensione finita: {\displaystyle \mathrm {tr} [f]_{B}^{B}}, ossia la traccia della matrice associata. Essa non dipende dalla base {\displaystyle B.}